# 土庫河豚
土庫河豚（學名：Sotalia fluviatilis）是分布於亞馬遜河及其支流的一種小型淡水海豚，在巴西原住民圖皮人使用的圖皮語中被稱為“tuchuchi-ana”（英文音译：tucuxi，中文音译：土库），其他俗稱包括土庫海豚、南美長吻海豚、亞馬遜白海豚、侏白海豚、河喙豚、河棲吻海豚、河口海豚等。儘管土庫河豚与亞馬遜河豚的分佈範圍重疊，但它為海豚科物种，並非亞馬遜河豚的近親。
分佈於大西洋南美沿岸的圭亞那海豚（Sotalia guianensis）曾被认为是土庫河豚的海洋種群，在2007年被劃為獨立物種。

## 分類簡史
土庫河豚由保羅·傑維斯（Paul Gervais）等人於1853年命名，其近親圭亞那海豚由伯内登（Pierre-Joseph van Bénéden）於1864年命名，二者後被視作同一種海豚分別生活在淡水與海洋中的變種。根據，在同物異名的情況下，僅保留最早的名稱，因此圭亞那海豚被歸入土庫河豚。後來基於三維形態的研究首次提出兩種海豚的不同，分子分析也明確指出它們在遺傳上的分化，結合形態學與遺傳學兩方面的證據，學界於2007年將圭亞那海豚劃為獨立物種。

## 形態特征
土庫河豚經常被指外觀像寬吻海豚屬，但其實牠們較為細小，體長僅1.5米。牠們背部及兩側呈淺灰至藍灰色，腹部呈粉白色，背鰭稍呈鈎狀，吻長中等。

## 分佈範圍
土庫河豚生活在亚马逊河水系，分佈範圍覆蓋巴西、秘鲁、哥伦比亚東南部及東部，主要棲居在幹流与支流交匯處、河灣及衝擊平原的湖泊內。此外奥里诺科河北段至入海口一帶也有大量的海豚，一般认为這些海豚属于圭亚那海豚。

## 生活習性
土庫河豚習慣群居，一群約2–7隻，可能有高度的社會性；以魚類為主食；性情較為活躍，可跳出水面、在空中翻滾或直立出水，但不會接近船隻。
尽管有一些个体可能会让船只靠近，但大多数的土库海豚对船只有戒心。可能会在过往船只所造成的波浪上冲行，但不会进行船首乘浪运动。经常可看到浮窥、鲸尾击浪、胸鳍拍水以及豚游。跃身击浪时能够跳出水面1.2米高（通常以体侧击浪回落）潜水时间通常很短（约30秒），潜在水中的时间也很少超过1分钟。游泳时非常活跃；经常可见到小群队同游，显示社交连结的紧密。经常与燕鸥一同摄食，也可能会与亚河豚一同觅食。土库海豚浮窺时通常会将头部与部分身体升出水面。

## 種群現狀
目前對土庫河豚的種群數量並無準確統計，漁網和水質污染是其主要威脅。

## 外部連結
- 维基共享资源上的相關多媒體資源：土庫河豚
- 維基物種上的相關：土庫河豚